# Juan Ramos Padilla
Juan María Ramos Padilla (16 de septiembre de 1952) es un juez  argentino, presidente del Tribunal Oral en lo Criminal y Correccional Nro. 29 de la Capital Federal. Entre 1986 y 1988 ejerció como juez federal del Juzgado Federal de Morón, cuando declaró la inconstitucionalidad de las leyes de obediencia debida y punto final, y restituyó a menores apropiados durante la dictadura a sus familias. Posteriormente ejerció como titular del Juzgado de Instrucción n.º 24.

También fue abogado de la Asamblea Permanente por los Derechos Humanos (APDH). Es el padre del juez federal Alejo, y de Juan Martín, exsecretario de Derechos Humanos de la Provincia de Buenos Aires.

## Twitter
Según indica el diario La Nación, es el único juez al que se le conoce una cuenta de Twitter que la usa para expresar su opinión. La otra cuenta conocida es de Ricardo Lorenzetti, quien la usa con fines institucionales.
Mediante su cuenta de Twitter, criticó la permanencia del juez Mitchell, que su hijo Juan Martín denunció por facilitar la apropiación de Simón Riquello, hijo de una ciudadana uruguaya que se encontraba detenida desaparecida; a la vez que lo acusó de amenazar a Estela de Carlotto, presidente de la Asociación Abuelas de Plaza de Mayo.
En agosto de 2011, Carrió había expresado “en este lugar nació hace once años el ARI, con Alfredo Bravo, que se resistía a la entrega de la Alianza, que había consentido y pagado coimas en el Senado”. Ramos Padilla criticó vía Twitter que la diputada Elisa Carrió se apoye, para dar su discurso, en mencionar a Alfredo Bravo (con quien él trabajó) esgrimiendo que ella "lo traicionó".

## Causas y medidas relevantes

### Megacausa Habilitaciones
En la megacausa Habilitaciones, el fiscal Rodolfo Cudicio pidió a principios de octubre de 2011, evitar que se investigue si la vedette Nazarena Vélez y su esposo Fabián Rodríguez fueron coaccionados por el diputado porteño del PRO, Avelino Tamargo, para habilitar su local.
El fiscal solicitó la anulación de horas de escuchas telefónicas al desconocer la competencia del juez en dicha causa; el juez consideró que esa medida, adoptada por Cudicio como fiscal interino, desautorizaba a la titular de la fiscalía, Betina Vota.
A finales del mes de octubre, el juez denunció penalmente al fiscal Rodolfo Cudicio y pidió al procurador general de la Nación Argentina, Esteban Righi, que investigase su conducta, y lo sancionase en caso de que correspondiera. También elevó un informe a la Fiscalía General de la Cámara del Crimen.

### Red de corrupción
Cristina Caamaño, del Ministerio de Seguridad, realizó una denunció al subdirector de asuntos jurídicos de la Policía Federal, el comisario Marcelo Emilio Pecorelli. La denuncia versaba sobre una red de corrupción en la que estaban implicados policías, fiscales, jueces, políticos y agentes del servicio de inteligencia.
La investigación estuvo a cargo de Juan Ramos Padilla, quien solicitó a Alejandra Gils Carbó (Procuradora General de la Nación) la apertura de un expediente disciplinario al fiscal general Ricardo Oscar Sáenz.
Dicho fiscal participó en diálogos con implicados en crímenes, que fueron motivo de escuchas telefónicas, incluyendo al comisario Pecorelli. En agosto de 2013, el juez fue separado de una causa por discutir vía Twitter con el fiscal Ricardo Sáenz.

### Procesamientos por la Publicación de fotos de Jazmín de Grazia
En julio de 2015, el juez procesó a varias personas por la publicación de fotografías del cadáver de la modelo Jazmín de Grazia. Entre ellos al mediático Luis Ventura (por encubrimiento agravado por el ánimo de lucro), y a su hermano Carlos Alberto y otros periodistas del diario Crónica. También a las policías María Silvina García (subinspectora de la División Fotografía Policial) y Silvia Susana Bustamante (cabo de la misma fuerza).
Esas fotografías habrían sido sustraídas por las agentes de policía, y publicadas en el diario Crónica del 10 de febrero de 2010; el juez consideró que “no se difundieron imágenes que podrían denominarse comunes sino, por el contrario, se publicaron fotografías que podrían ser consideradas morbosas, de mal gusto, repudiables, innecesarias”. También expresó que “claramente afectaron el ámbito privado e íntimo al no respetarse a la víctima ni a su familia, máxime cuando el hecho ocurrió en el interior de su vivienda particular”.
Tres meses después la Cámara del Crimen revocó el procesamiento, sobreseyendo a Luis Ventura y a ambas policías. Sin embargo, para finales de dicho año, la Sala Cuarta de la Cámara del Crimen aceptó una apelación del fiscal y revisará el caso; por otra parte, no aceptó las apelaciones de los periodistas del diario procesados, entre quienes se encuentra Carlos Alberto Ventura.